# Alfa Romeo BAT 11

L' Alfa Romeo BAT 11 ou Bertone BAT 11 est un concept car construit sur la base mécanique de l'Alfa Romeo 8C Competizione, réalisée par le Centro Stile Bertone. Le prototype a été présenté lors du Salon international de l'automobile de Genève en mars 2008.

## Histoire

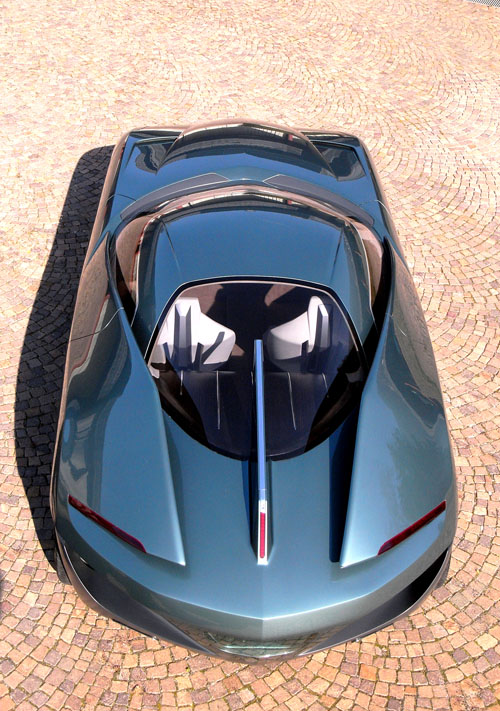
Vue de la partie arrière de la BAT 11 - noter la lunette arrière divisée en 2 et le dessin particulier des ailes arrière aérodynamiques.

L'Alfa Romeo BAT 11 est un concept car réalisé par le designer turinois sur commande de Gary Kaberle, riche citoyen américain ancien propriétaire du prototype BAT 9, en mémoire de son épouse décédée. 
Ce très difficile exercice de style a été possible en reprenant le concept des anciennes études Alfa Romeo BAT, une vraie famille de voitures prototypes conçues par Alfa Romeo en étroite collaboration avec la Carrozzeria Bertone entre 1953 et 1955. L'objectif était de construire un modèle automobile homologable ayant un Cx de 0,19. Le Centro Stile Bertone avec Franco Scaglione, les auteurs des 3 précédentes études, ont relevé le défi et réalisé ce prototype avant-gardiste.
Les jantes de 21 pouces sont en fibre de carbone ont un dessin à double niveau de rayons hélicoïdaux.